# إيما ديفيس
إيما ديفيس (بالإنجليزية: Emma Davis) هي تريثلت أيرلندية، ولدت في 4 يوليو 1987 في Bangor, County Down ‏ في المملكة المتحدة.

## وصلات خارجية
- الموقع الرسمي
- إيما ديفيس على موقع أوليمبيديا (الإنجليزية)